# Тиранчик-мухолюб рудогузий
Тира́нчик-мухолю́б рудогузий (Mionectes macconnelli) — вид горобцеподібних птахів родини тиранових (Tyrannidae). Мешкає в Амазонії та на Гвіанському нагір'ї.

## Опис
Довжина птаха становить 13 см, верхня частина тіла оливкова, нижня частина тіла переважно тьмяно-охриста або рудувата.

## Підвиди
Виділяють два підвиди:
- M. m. macconnelli (Chubb, C, 1919) — східна Венесуела, Гвіана, північно-східна і центральна Бразилія, північно-східна Болівія;
- M. m. peruanus (Carriker, 1930) — центральне Перу.

Тепуйський тиранчик-мухолюб раніше вважався підвидом рудогузого тиранчика-мухолюба, однак був визнаний окремим видом через різницю у вокалізації і поведінці.

## Поширення і екологія
Рудогузі тиранчики-мухолюби мешкають у Венесуелі, Гаяні, Суринамі, Французькій Гвіані, Бразилії, Перу і Болівії. Вони живуть в підліску вологих рівнинних, заболочених і гірських тропічних лісів та на плантаціях. Зустрічаються на висоті до 2000 м над рівнем моря.